# Roger Dewint
Roger Dewint est né à Uccle le 18 avril 1942 et y est mort le 15 avril 2021. Il fut avant tout graveur à l’eau-forte, dessinateur et peintre figuratif. Il fut professeur honoraire de dessin et de gravure à l'Académie royale des beaux-arts de Bruxelles.

## Biographie
Dewint a étudié le dessin dans la classe de Paul Frognier et de Jean Ransy à l’Académie royale des beaux-arts de Bruxelles. Il découvre la gravure avec Robert Kayser à l’Académie de Watermael-Boitsfort. C’est dans cette même académie qu’il rencontre Roger Somville avec qui il pratique la peinture monumentale,. 
La couleur est réellement la particularité de son œuvre. Cette spécialité il l’a acquise dans sa prime jeunesse avec son père qui était entrepreneur en décoration et effectuait des travaux pour clientèle exigeante. Cela se retrouve plus particulièrement dans son œuvre gravé. Pour imprimer une gravure, Dewint encre sa plaque avec toutes les couleurs en un seul passage. C’est la raison pour laquelle chaque tirage peut être légèrement différent. 
Plus de 80 expos personnelles sont à son actif ainsi que de très nombreuses participations à des biennales internationales,,. En 2001, une rétrospective a eu lieu au Centre de la gravure et de l’Image imprimée de la Louvière. 
Il a également illustré de nombreux auteurs dont notamment : Laurent Berger, Ben Durant, Philippe Jones, Jacques Vaché, Georg Trakl, Corinne Hoex, Michel Butor et Julien Gracq. Il a aussi illustré des Livres Pauvres des nombreux auteurs.
Depuis les années 70, Roger Dewint a pris l’habitude de peindre à l’aquarelle les enveloppes (Mail Art) qu’il envoie à ses nombreux amis dans le monde. Ces enveloppes ont été exposées en Belgique et à l’étranger,,. 

## Prix et distinctions
- 1971 : Prix Trait-Couleur-Volume, Crédit Communal de Belgique, Bruxelles, Gand, Tournai, Hasselt
- 1972 : Prix Muller, Bruxelles
- 1972 : Prix de l’Office des Métiers d’art du Brabant, Bruxelles
- 1975 : 1er & 3e Prix, Annual Art Exhibition, Brownsville (US)
- 1975 : Mention au concours national de la Commission du Vitrail, Ministère des Classes Moyennes, Bruxelles
- 1978 : Prix artistique de Boitsfort pour la Céramique
- 1980 : Prix spécial d’édition au World Print Competition – San Francisco Museum of Modern Art (US)
- 1980 : Mention au concours d’idées pour la décoration de la place du Rectorat, Campus du Sart-Tilman, U.L.G., Liège
- 1982 : Mention à la Biennale européenne de la gravure de Mulhouse (FR)
- 1988 : Prix d’achat ‘Sodaso Company’, Biennale de Tuzla, Yougoslavie
- 1990 : Prix du Jury, 2e biennale européenne de la gravure d’Athènes (GR)
- 1992 : Prix Jos Albert, Académie royale de Belgique, Bruxelles
- 2008 : Mention honorable 5e Biennale Miniature de Vancouver (CA)
- 2011 : Prix 31e International Mini Prints Cadaqués (SP)
- 2014 : Prix Marijke Nap, Bimpe VIII, Vancouver (CA)

## Principales collections publiques
- Allemagne
  - Museum des Bildende Kunsten, Leipzig
  - Mindener Museum, Minden
- Belgique
  - Musée d’Art Moderne, Bruxelles
  - Cabinet des Estampes, Albertine, Bruxelles
  - Chalcographie de l’Albertine, Bruxelles
  - État Belge, Bruxelles
  - Province du Brabant Wallon
  - Province de Hainaut
  - Commission Communautaire Française, de la Région Bruxelloise
  - Musée d’Ixelles
  - Centre de la Gravure et de l’image imprimée Wallonie-Bruxelles – La Louvière
  - Musée du Petit Format, Nismes-Viroinval
  - Parlement Belge, Bruxelles
  - Banque Nationale de Belgique, Bruxelles
  - Banque Dexia, Bruxelles
  - Banque Fortis, Bruxelles
  - Musée d’Art Moderne, Cabinet des Estampes, Liège
  - Musée de Louvain-la-Neuve
  - Musée de la Maison d’Erasme, Bruxelles
  - Musée d’art contemporain de l’Université Libre de Bruxelles
  - Musées royaux des Beaux-Arts de Belgique, Bruxelles[15]
  - Musée de Mariemont, Morlanwelz
  - Communauté Française de Belgique
  - Fondation pour l’art belge contemporain – Serge Goyens de Heusch, Bruxelles
  - Province de Hainaut
  - Musée de Saint Nicolas-Waas, Centre International de l’Ex Librio
  - Fortea, Bruxelles
- Brésil
  - Cabo-Frio Print Coll.
- Chine
  - Musée de Guanlan
- Croatie
  - Musée International de la gravure, Split
- Égypte
  - Bibliothèque d'Alexandrie, Alexandrie
- États-Unis
  - MoMA, New York
  - Art Institute, Chicago
  - Musée d'Art moderne de San Francisco
  - Portland Art Museum, Portland, Orégon.
  - Metropolitan Museum & Art Center, Miami
  - California College for Arts and Crafts, San Francisco
  - Bank of America, San Francisco
  - Imperial Bank, Oakland
  - Smithsonian Inst. Washington DC
  - Shoong Foundation, Oakland
  - Philip Morris Inc, New York
  - Janet Turner Print Museum CSU, California State Univ. Chico
- France
  - Centre International de la Poésie, Marseille
  - Musée du Livre d’artiste, Verderonne, Oise
  - Collection de la Triennale mondiale de la gravure, Chamalière
  - Bibliothèque nationale de France - François-Mitterrand, Paris
  - Prieuré Saint-Cosme, Musée Ronsard, La Riche, Tours
  - Bibliothèque Kandinsky, Centre Pompidou, Paris
  - Musée du dessin et de la gravure, Gravelines
  - Musée-Château, Lusinges
  - Médiathèque d’Uzès
  - Musée Paul-Valéry, Sète
- Italie
  - Istituto per la Cultura, Catania
  - Acqui Therme print coll.
  - Museo Civico, Cremone
- Japon
  - University of Arts, Kyoto
  - Machida City Museum of Graphic Art
- Malaisie
  - Penang State Museum, Penang
- Mexique
  - Prints for Peace int. coll. INMRC, Monterrey
- Norvège
  - Musée International de la gravure Fredrikstad
- Pérou
  - Collection Présidentielle, Lima
  - Université du Pérou, PUC, Lima
- Pologne
  - Musée de Lodz
- Portugal
  - Print Museum Douro
- Suisse
  - Bibliothèque Cantonale du Canton de Vaux, Lausanne
- Turquie
  - Resim ve Heykel Muzesi, Istanbul
- Ex-Yougoslavie
  - Musée d'Art contemporain de Skopje
  - Galerie des Portraits, Musée de Tuzla